# Münchehofe
Münchehofe település Németországban, azon belül Brandenburgban. Lakosainak száma 495 fő (2023. december 31.). Münchehofe Heidesee és Groß Köris községekkel határos.

## Népesség
A település népességének változása:
| Lakosok száma | 472  | 474  | 478  | 494  | 495  |
|               | 2017 | 2019 | 2021 | 2022 | 2023 |